# Lampranthus caudatus
Lampranthus caudatus är en isörtsväxtart som beskrevs av L. Bol. Lampranthus caudatus ingår i släktet Lampranthus och familjen isörtsväxter. Inga underarter finns listade i Catalogue of Life.